# Granica brazylijsko-francuska
Granica pomiędzy Brazylią a Gujaną Francuską to granica międzypaństwowa, ciągnąca się na długości 730,4 km od trójstyku z Surinamem na zachodzie do wybrzeża Oceanu Atlantyckiego na wschodzie.

## Przebieg
Granica rozpoczyna się od trójstyku z Surinamem (2°20'15,2" N, 54°26'04,4" W). Na odcinku 303,2 km granica biegnie poprzez góry Tumuc-Humac, zaś przez kolejne 427,2 km biegnie korytem rzeki Oyapock, kończąc swój bieg na Przylądku Orange (4°30'30"N, 51°38'12"W).

## Historia
Granica na rzece Oyapock została ustalona 11 kwietnia 1713 na podstawie pokoju utrechckiego, który kończył hiszpańską wojnę sukcesyjną. W obecnym kształcie obowiązuje od 1900 roku.

## Przejście graniczne
W sierpniu 2011 oddano do użytku most na rzece Oyapock, który stał się pierwszym przejściem pomiędzy Brazylią a Gujaną Francuską. Most stał się częścią drogi łączącej brazylijskie miasto Macapá z Kajenną, stolicą Gujany Francuskiej.